# Асквит, Герберт Генри
Герберт Генри Асквит, 1-й граф Оксфорд и Асквит (англ. Herbert Henry Asquith, 1st Earl of Oxford and Asquith; 12 сентября 1852[…], Морли, Уэст-Йоркшир — 15 февраля 1928[…], The  Wharf, Оксфордшир) — британский государственный и политический деятель, премьер-министр Великобритании от Либеральной партии с 1908 по 1916 год.

## Биография
Родился в Морли, в Уэст-Йоркшире в семье торговца шерстью Джозефа Диксона Асквита (англ. Joseph Dixon Asquith, 1825—1860) и его жены Эмили Вильямс, будучи вторым сыном в семье с двумя сыновьями и тремя дочерьми. Родители принадлежали к церкви Конгрегационалистов.

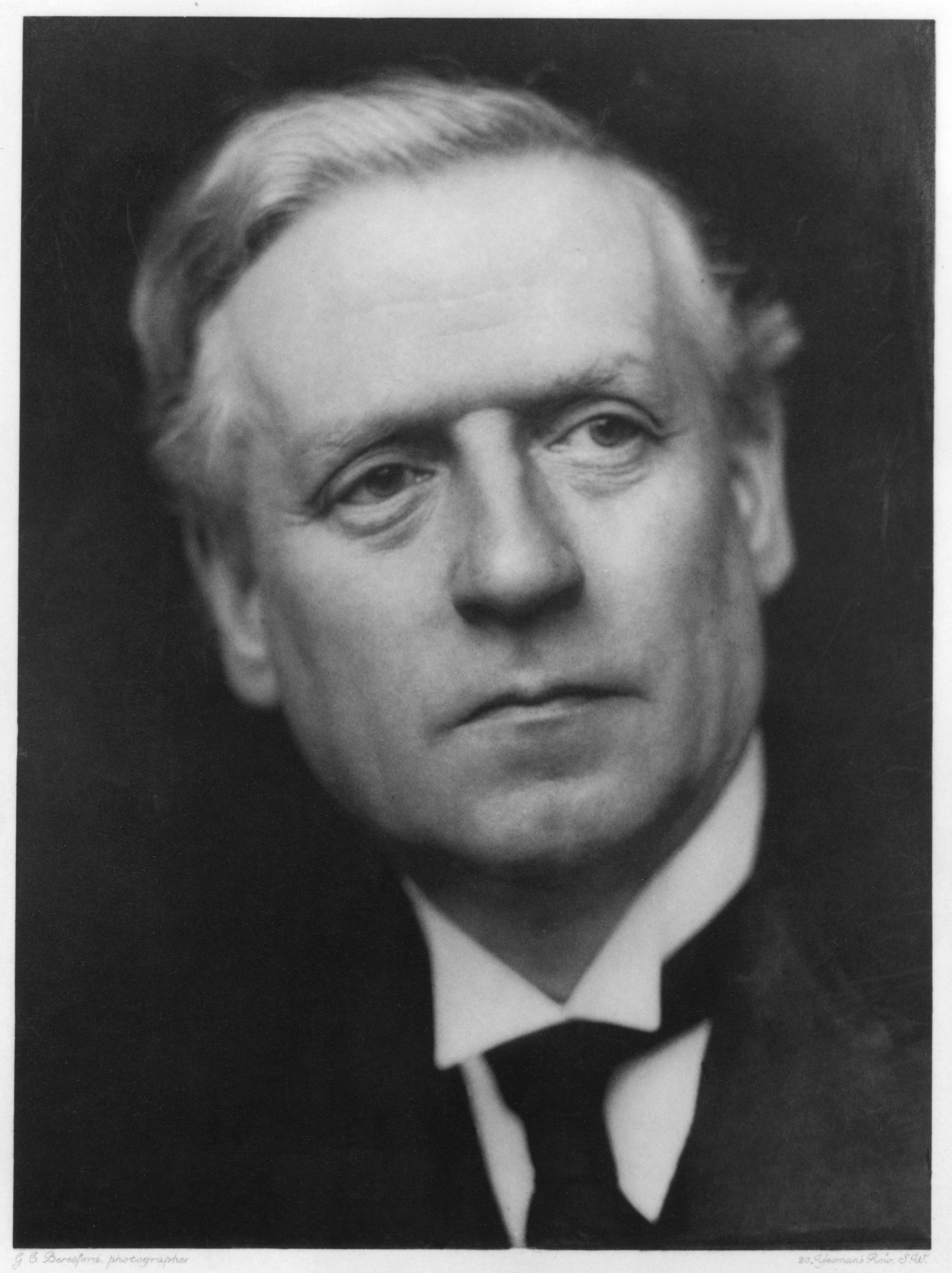
Асквит в 1908 году

Отец умер, когда Герберту Асквиту было 8 лет. Учился в Школе Лондонского Сити. В 1870 году поступил в Оксфордский университет.
После окончания университета занимался юридической практикой. В 1877 году женился на дочери врача Хелен Мелланд (Helen Kelsall Melland), которая родила ему пятерых детей. Первая жена Асквита умерла в 1891 году от тифа.
В 1886 году был избран в Парламент от Восточного Файфа. Несколько раз переизбирался от того же округа, сохраняя своё парламентское место до 1918 года. В 1892 году был назначен министром внутренних дел в кабинете Уильяма Гладстона.
В 1893 году во время забастовок в угольной промышленности Асквит послал 400 полицейских в шахтерский город Физерстоун в Йоркшире, чтобы помочь местным властям справиться с беспорядками. Для подавления беспорядков были привлечены и военные части, которые открыли огонь по рабочим и убили двоих.
В 1894 году Асквит женился на Марго Теннант. В 1895 году либералы проиграли выборы, и Асквит потерял министерский пост.
В 1905—1908 годах занимал пост Канцлера казначейства.
В 1908 году Асквит был назначен премьер-министром королём Эдуардом VII. В период его пребывания на посту главы правительства был осуществлён ряд важных социальных и экономических реформ, в частности введение системы социального страхования и государственного пенсионного обеспечения.
В 1916 году, в разгар Первой мировой войны Асквит потерял поддержку Палаты общин и ушёл в отставку. Он оставался лидером Либеральной партии, но не был переизбран в Палату общин на выборах 1918 года. Вернулся в Парламент в 1920 году в результате досрочных выборов в округе Пейсли, но в 1924 году снова не был выбран, а Либеральная партия получила меньше 40 мест в Парламенте.
В 1925 году Асквит получил пэрство с титулами «виконт Асквит» и «граф Оксфорд и Асквит». Покинул пост председателя Либеральной партии в 1926 году.
Умер в 1928 году от последствий ранее перенесённого инсульта.

## Семья

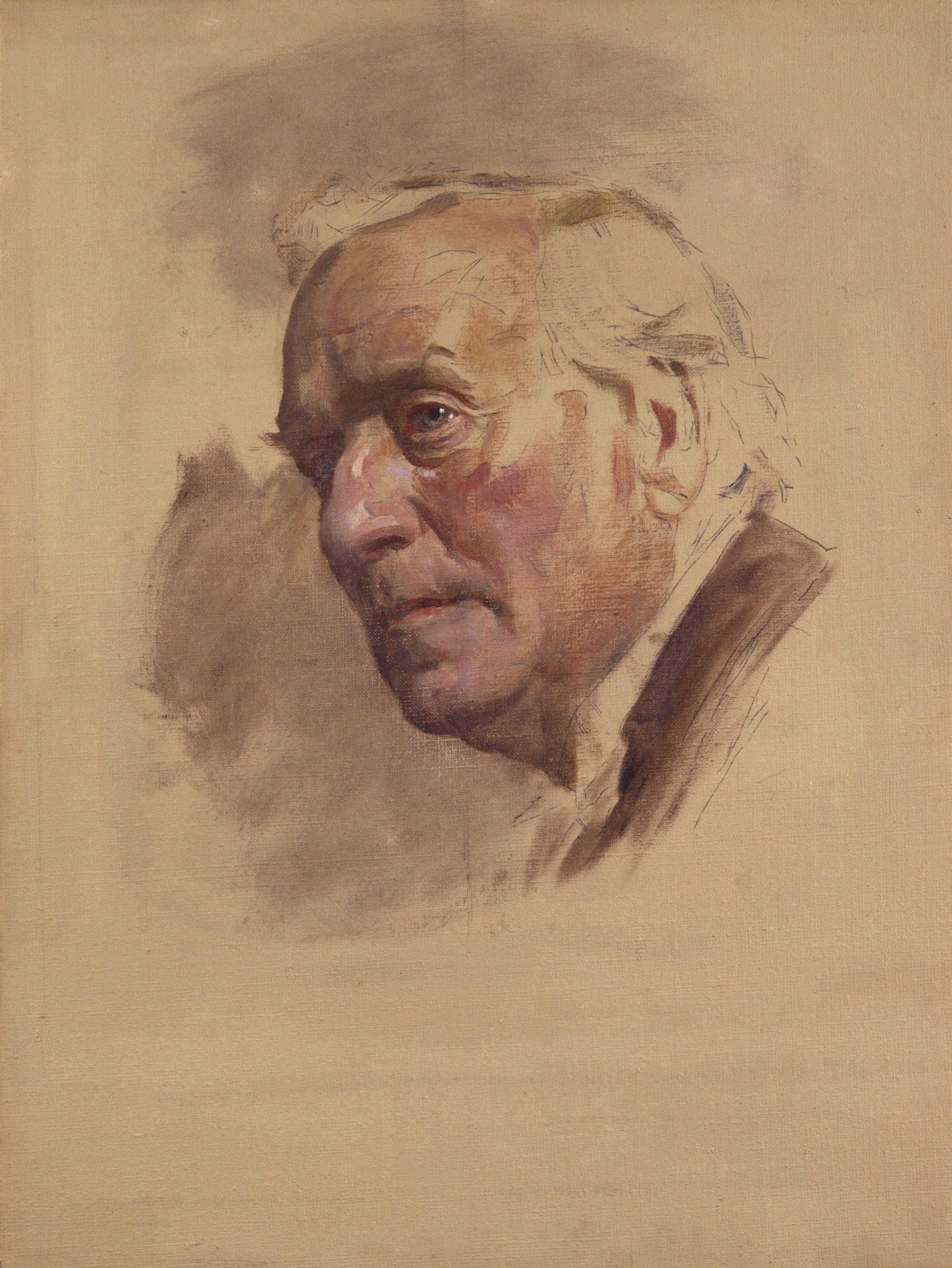
Портрет Асквита кисти Джеймса Гатри

У Герберта Генри Асквита было пять детей от первой жены, Хелен:
- Реймонд (1878—1916) погиб во время Первой мировой войны на полях Франции. Единственный сын Реймонда Джулиан (1916—2011) родился за несколько месяцев до смерти отца, и после смерти своего деда в феврале 1928 года стал 2-м графом Оксфорда и Асквита, коим оставался на протяжении 83 лет до своей смерти в январе 2011 года.
- Хелен Виолетта Бонэм Картер, баронесса Аксвит (1887—1969), политик, президент Либеральной партии (1945—1947), член Палаты лордов (1964). Бабушка английской актрисы Хелены Бонэм Картер.
- Герберт (1881—1947), поэт.
- Артур (1883—1939), бригадир.
- Кирил (1890—1954), судья, судебный лорд апелляционного комитета Палаты Лордов и Судебного комитета Тайного совета.

Также у него было пять детей от второй жены, Марго, из них из младенчества выжили двое:
- Элизабет (1897—1945)
- Энтони (1902—1968), известный английский режиссёр.